# 崔希範
崔希範，唐朝道教人物，号“至一真人”。相傳吕洞宾（吕岩）曾从其問內丹之學。
撰《入药镜》论述道教内丹法。该书在内丹史上影响甚大。《修真十书·天元入药镜》有崔希範自述，题“唐庚子岁望日至一真人崔希範述”。
南宋曾慥《道枢》载，吕洞宾（吕岩）从崔希範受《入药镜》，并进而由此参悟内丹學奧妙。《纯阳真人浑成集》卷下载吕洞宾诗云：“因看崔公《入药镜》，令人心地转分明。”《仙鉴》卷四十五条载吕岩“复于僖宗广明元年（880年），遇崔公传《入药镜》，即知修行性命，不差毫发”。